# Fabio Furia
Fabio Furia (Milán, 18 de marzo de 1971) es un músico, compositor y arreglador italiano. Toca el bandoneón, y es fundador y solista de ContraMilonga, y  Novafonic Quartet, grupos con los que actúa por todo el mundo. También es fundador y director artístico de la Associazione Culturale Anton Stadler Archivado el 4 de agosto de 2020 en Wayback Machine. e de la Accademia Italiana del Bandoneon.
Es el primer maestro de bandoneón italiano graduado en un conservatorio de música estatal, y el único bandoneonista italiano graduado en bandoneón.

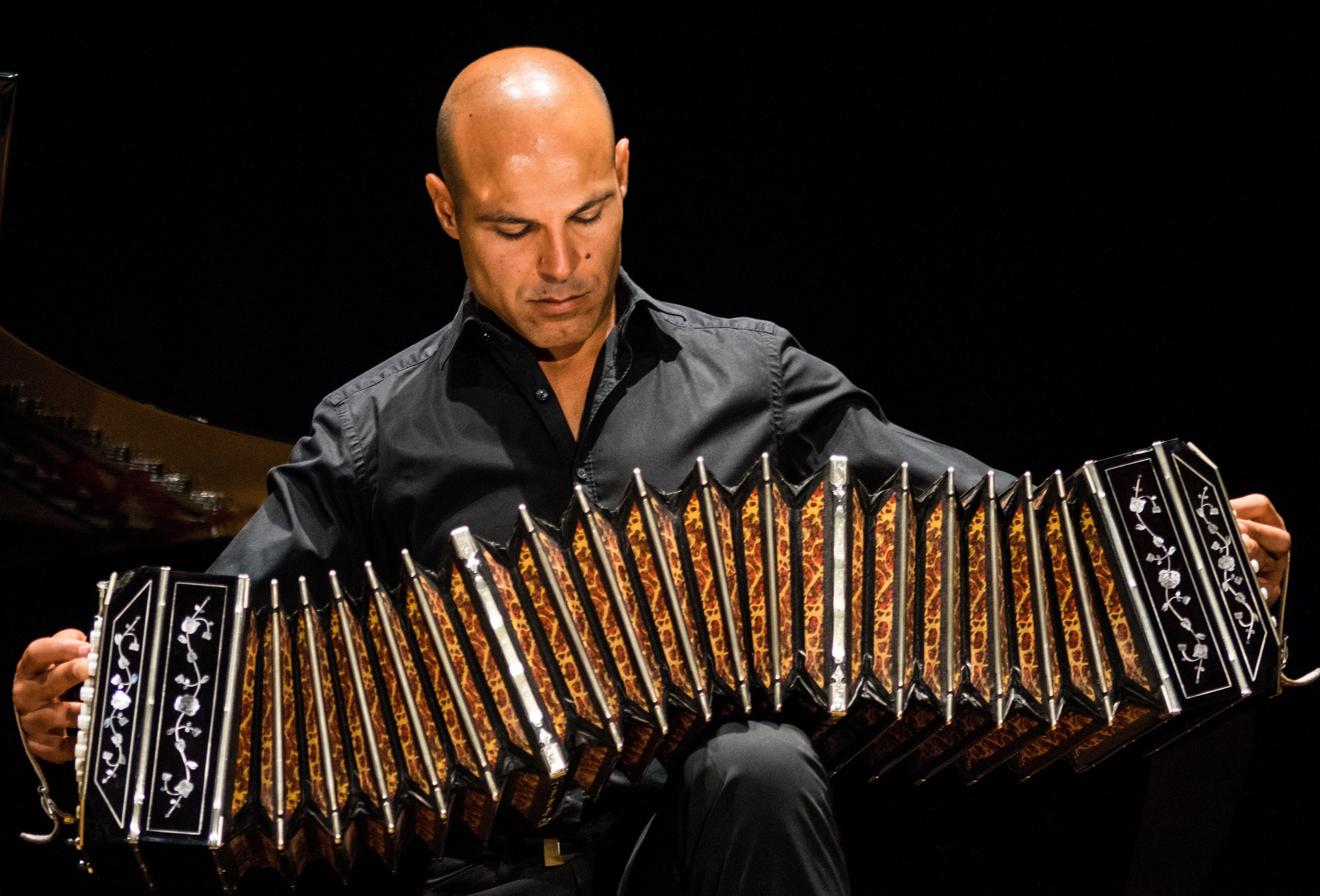
Fabio Furia en concierto. Bandoneón solo.

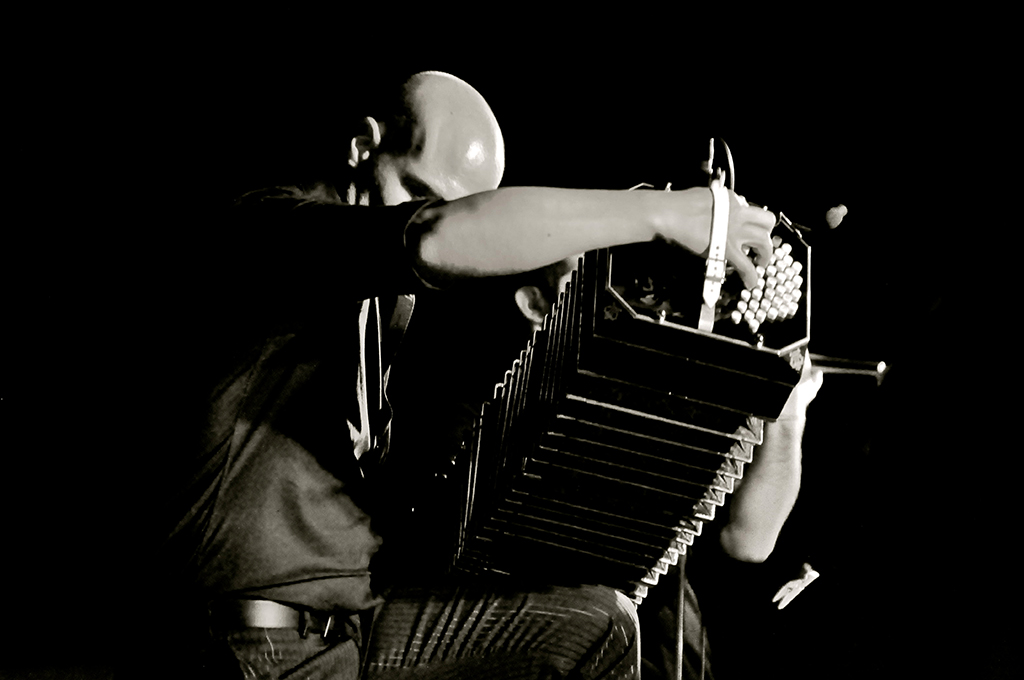
Fabio Furia en concierto. Bandoneón solo.

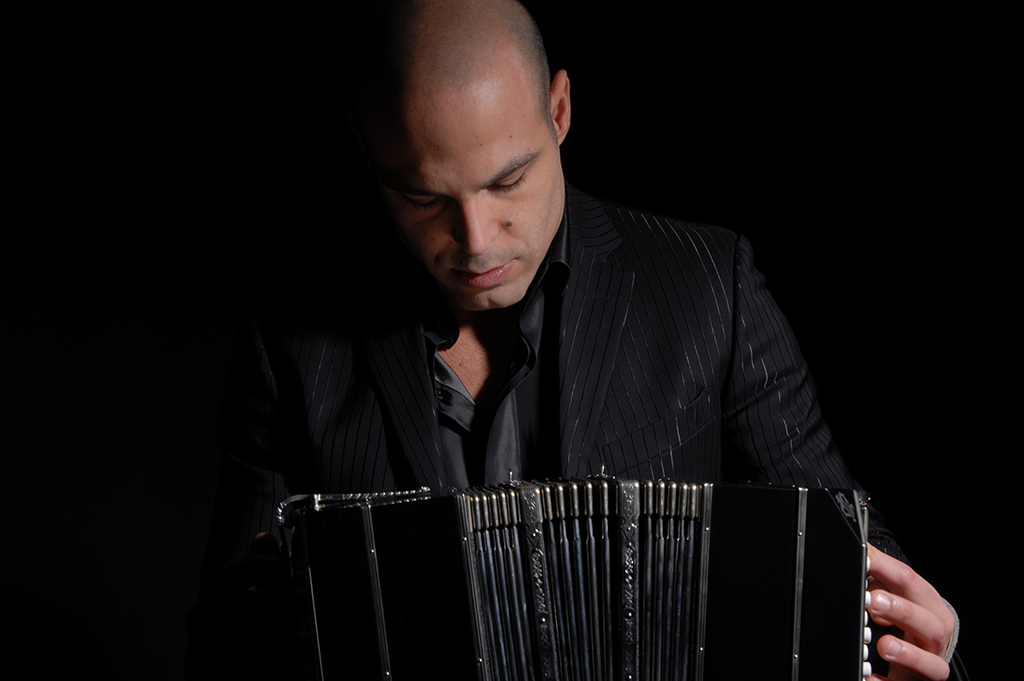
Fabio Furia en concierto. Bandoneón solo.

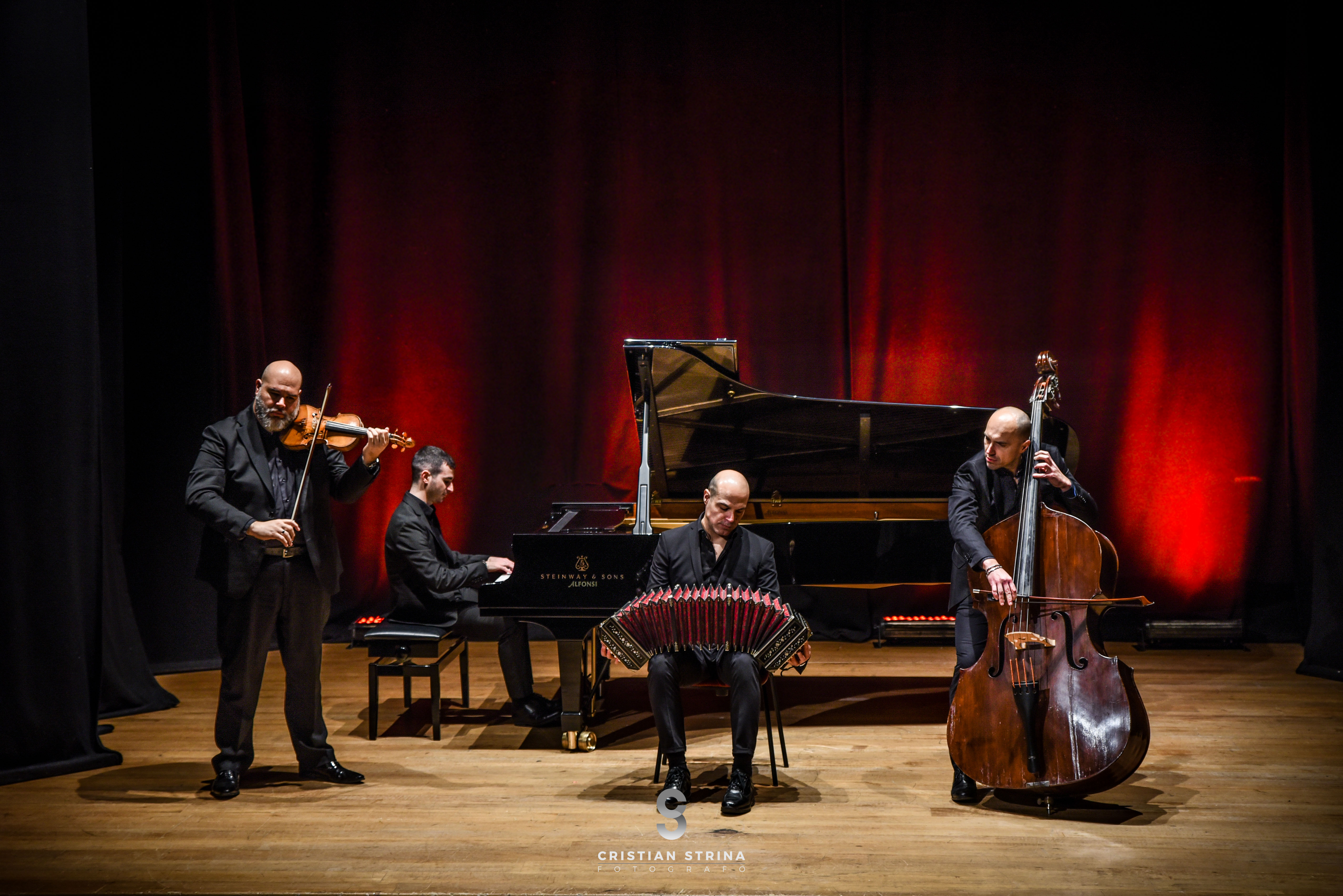
Novafonic Quartet en concierto. Fabio Furia bandoneón, Gianmaria Melis violín, Marco Schirru piano, Giovanni Chiaramonte contrabajo.

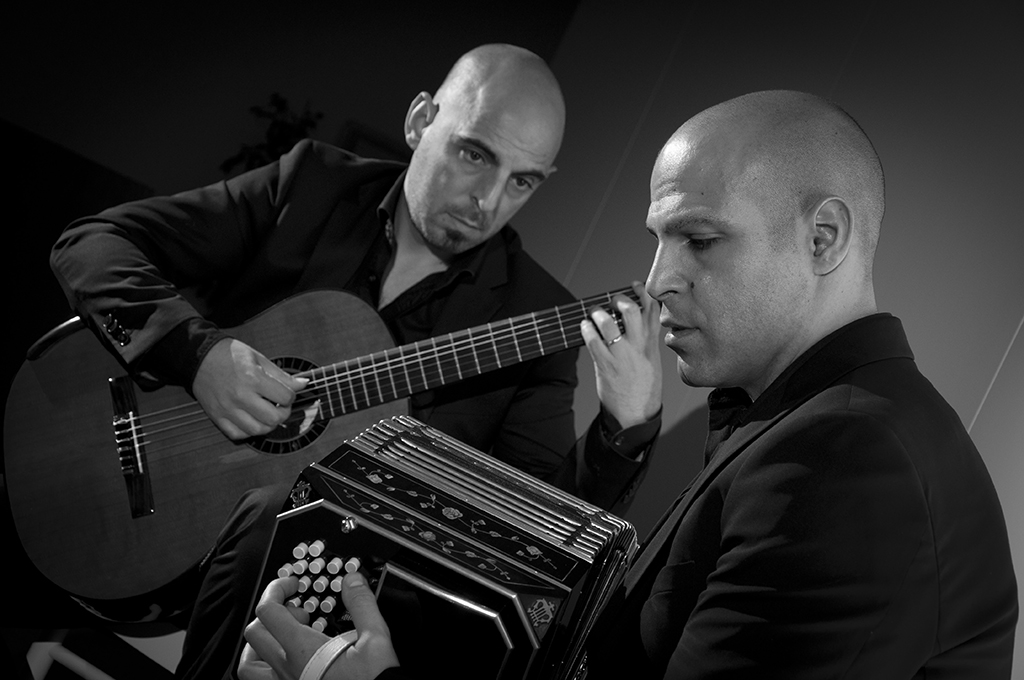
Duo Furia - Deiana en concierto. Fabio Furia bandoneón, Alessandro Deiana guitarra.

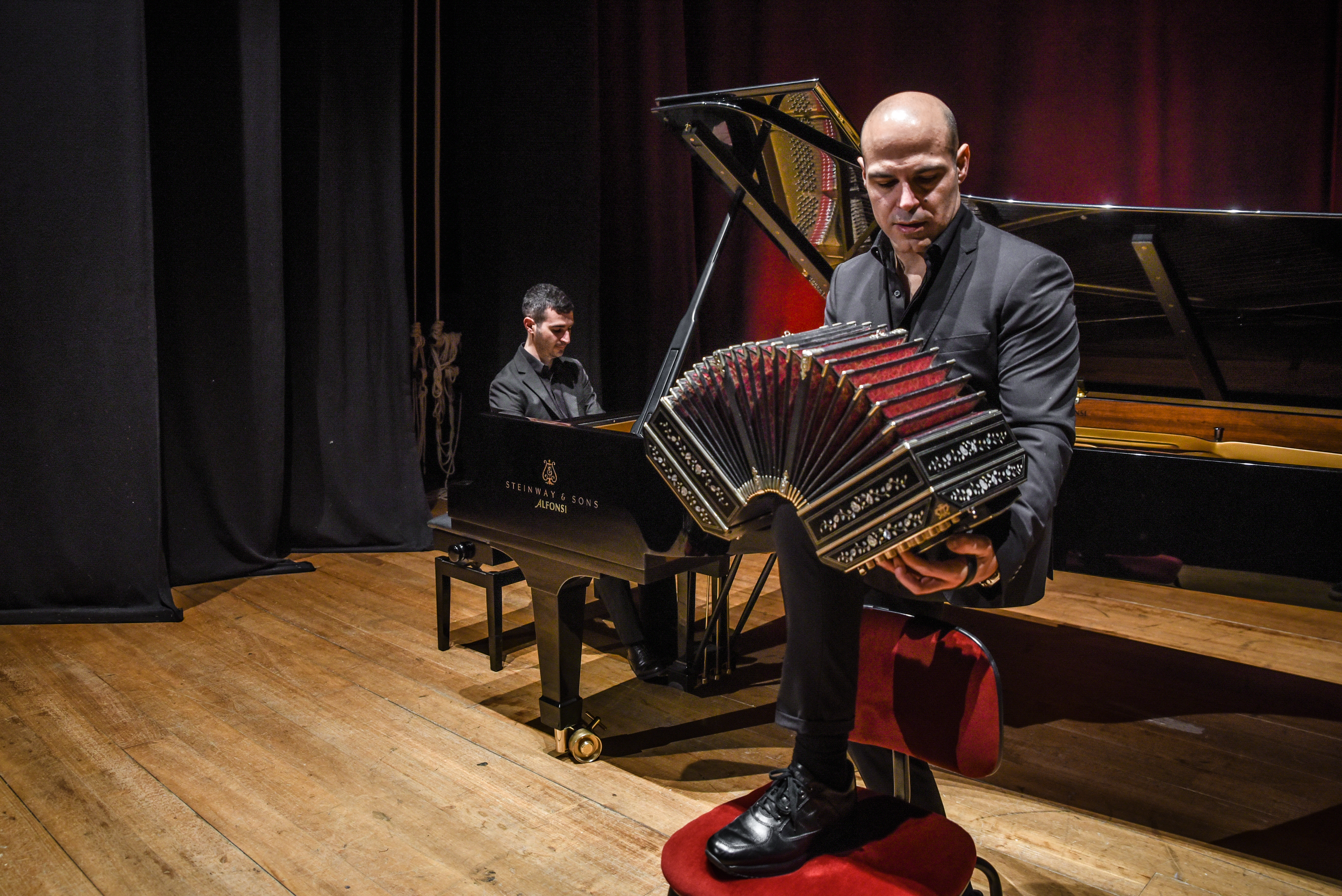
Duo bandoneon-piano en concierto. Fabio Furia bandoneón, Marco Schirru piano.

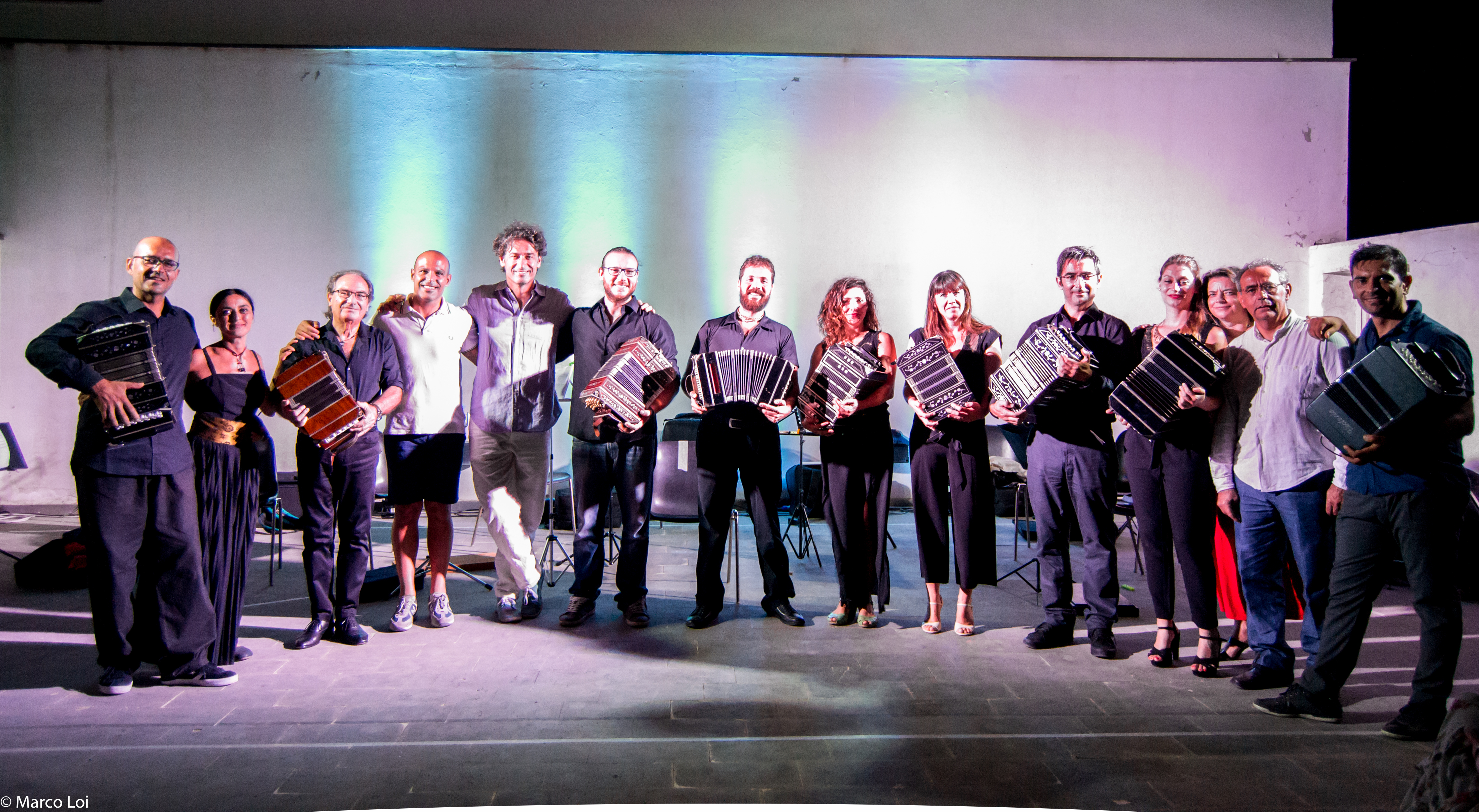
Accademia Italiana del Bandoneon

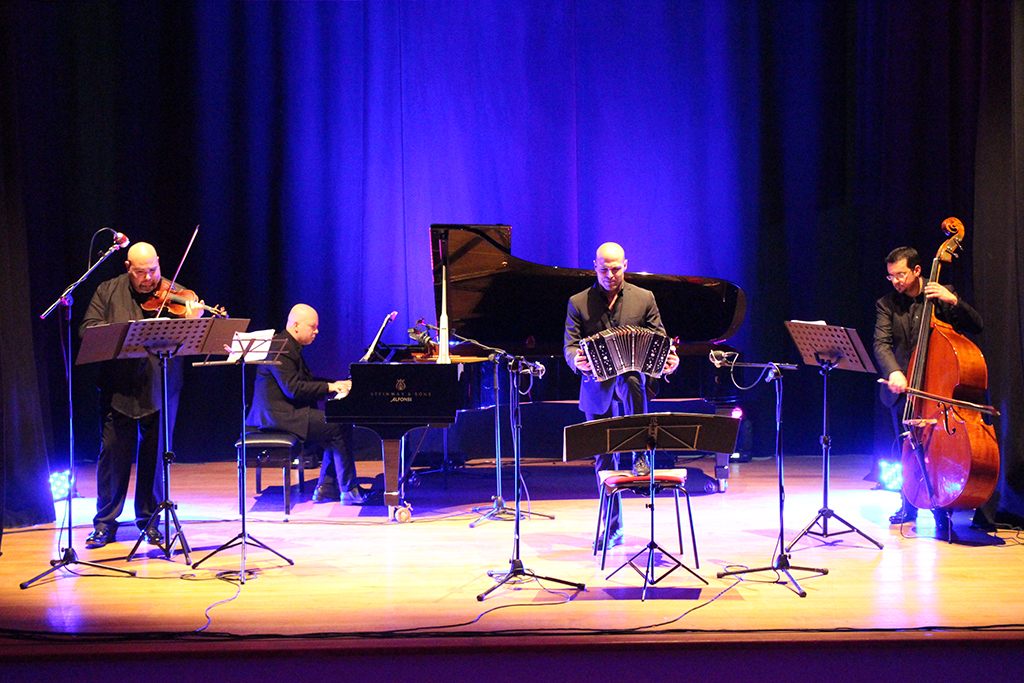
ContraMilonga Quartet en concierto. Fabio Furia bandoneón, Gianmaria Melis violín, Marcello Melis piano, Massimo Battarino contrabajo.

## Biografía
Comenzó estudiando piano y acordeón clásico con siete años bajo la guía de la profesora Eliana Zajec. Con el fin de lograr una instrucción clásica, a los dieciséis años empezó a estudiar clarinete en el Conservatorio de Cagliari, diplomándose con la nota máxima en sólo cuatro años, bajo la guía del Maestro Roberto Gander.
Sucesivamente se perfecciona con algunos de los mejores clarinetistas del mundo como Antony Pay, Alessandro Carbonare y Wenzel Fuchs.
No abandona el estudio del acordeón al que acompaña progresivamente con el bandoneón. Este último instrumento es el que mejor lo representa y al que dedica toda su carrera. Además, profundiza en los estudios de composición, armonía y contrapunto.
Su actividad como concertista lo ha llevado a actuar en todo el mundo en las más importantes salas de concierto y en prestigiosos festivales musicales nacionales e internacionales.
En 2017 fundó la Accademia Italiana del Bandoneón, para el estudio del bandoneón según el sistema francés, adoptando una enseñanza compartida dirigida al estudio y la difusión del bandoneón.
En 2018, colabora activamente con el Conservatorio de Cagliari para obtener el reconocimiento oficial del curso de estudio "bandoneón" en los conservatorios estatales italianos, con el objetivo de obtener una calificación, mediante la aprobación del plan de enseñanza por parte del Ministero dell'Università e della Ricerca della Repubblica Italiana.
En 2019 se graduó con honores en bandoneón con el maestro Juanjo Mosalini en el Conservatorio Genevilleurs de París. Es el único bandoneonista italiano que se graduó.
Desde 2019 es el primer maestro de bandoneón en un conservatorio de música estatal en Italia.
Ha colaborado con muchos músicos y conjuntos como los solistas de la Scala, Antony Pay, Franco Maggio Ormezowski, Stefano Pagliani, Roberto Cappello, Stefano Giavazzi, Turner String Quartett, Kodàly String Quartet, Budapest String Orchestra, la Academia Instrumental de Roma, Pierre Hommage, Michel Michalakakos, Jean Ferrandis, Hugues Leclere, Salzburg Chamber Soloists, la Orquesta Sinfónica de Kiev, Baden Baden Simphony Orchestra, Los Filarmónicos Italianos, Kso Kärtner Sinfonieorchester, Gubbio Festival Ensemble, Quartetto Archimede, Trio Wanderer, Anne Gastinel, Duo Pepicelli, Laurentius Dinca, Victor Hugo Villena, Juanjo Mosalini, Juan Josè Mosalini, Daniel Binelli, Anna Tifu y Romeo Scaccia.
Ha recibido muchas críticas halagadoras por parte de revistas nacionales e internacionales como por ejemplo La Stampa, Il Giornale y otros.
Ha obtenido muchos premios y reconocimientos a nivel nacional e internacional como el Lions d’argento en 2006 y el Paul Harris Fellow en 2012.

## Actividad como compositor
Compositor y arreglista, es autor de composiciones musicales propias en las que se refleja la síntesis de los estilos de la música clásica, del tango y del jazz.
Su praxis como compositor está inspirada en el equilibrio de la forma y en el contrapunto, aunque también está influenciada por la figura de Astor Piazzolla, cuya huella tímbrica y armónica está siempre presente entre la improvisación y el virtuosismo técnico. En 2014 compuso la música para el espectáculo musical teatral “Mare e Sardegna”, que toma el nombre de la obra homónima del escritor D. H. Lawrence. Un proyecto de investigación poético-narrativa que nace de la colaboración con el actor y director Simeone Latini en el que, a través de la narración, la música y las imágenes se narra la isla de Cerdeña.

### Composiciones
- Resolzas (2013)
- Istellas (2013)
- Nues (2013)
- Valse Jazz (2014)

## Proyectos
Además de la actividad que lleva a cabo habitualmente como solista también ha colaborado con importantes músicos.

### Anna Tifu Tango Quartet
Conjunto de reciente formación (2019) compuesto por cuatro músicos sardos: Fabio Furia bandoneón, Anna Tifu violín, Romeo Scaccia piano y Giovanni Chiaramonte contrabajo. Interpretan un programa de música crossover, que va desde algunas versiones en clave de jazz de obras maestras clásicas al tango, pasando por el jazz y la música contemporánea, con composiciones originales de los mismos Romeo Scaccia y Fabio Furia. Han actuado en algunas de las temporadas italianas y extranjeras más prestigiosas del panorama musical internacional (Notte dei Poeti; Auvernier Jazz Festival; Circuito Danza Spettacolo Sardegna, etc.).

### Duo Furia - Deiana
Grupo insólito y particular, compuesto por Fabio Furia bandoneón y Alessandro Deiana guitarra. El dúo actúa en el espectáculo La Ultima Curda (trad. «La última borrachera») que toma su nombre del célebre tema de Aníbal Troilo. A través de unos arreglos originales de Fabio Furia recorre la historia del tango desde los años 20 hasta los años 50. Desde 2013 han actuado en importantes festivales y conciertos en Italia y en Europa (Emilia Romagna Festival, Festival della Valle dell’Orfento, Rosso Tango Festival, Gubbio Summer Festival, Festival de Música de la Vila de Llivia, etc.)

### Conjunto ContraMilonga
Fundada por Fabio Furia en 2009, es un grupo de geometrías variables: como base tienen el bandoneón y el piano pero también prevé un trío (bandoneón, piano y contrabajo) o un cuarteto (bandoneón, violín, piano y contrabajo). Propone un repertorio que va desde el tango nuevo al jazz, y las composiciones originales del mismo Fabio Furia. El conjunto actúa constantemente en las mayores temporadas musicales nacionales e internacionales (Havellaendische-Musikfestspiele, Rosso Tango Festival, Serate Musicali in Sardegna, Alba Music Festival, Festival Echos, etc.
- Duo: Fabio Furia, bandoneón; Walter Agus, piano.
- Trío: Fabio Furia, bandoneón; Walter Agus, piano; Giovanni Chiaramonte, contrabajo.
- Novafonic Quartet: Fabio Furia, bandoneón; Gianmaria Melis, violìn; Marco Schirru, piano; Giovanni Chiaramonte, contrabajo.

## Discografía
- Suoni e Colori (Edizioni Musicali Anton Stadler, 2002)
- ContraMilonga (Edizioni Musicali Anton Stadler, 2010)
- Fabio Furia in concerto (KNS Classical, 2013)
- Novafonic Quartet  (KNS Classical, 2014)